# Anna Torv
Anna Torv (Melbourne, 7 de juny de 1979) és una actriu australiana coneguda pel seu paper d'agent de l'FBI, d'Olivia Dunham, a la sèrie de televisió Fringe.

## Biografia
Anna Torv va néixer a Melbourne (Victòria, Austràlia) el 15 de juny del 1978 i va créixer a Gold Coast, Queensland.
Torv es va graduar a l'Institut Benowa State el 1996, també es va graduar en arts escèniques a l'Institut Nacional d'Austràlia d'Art Dramàtic (NIDA) el 2001.
Torv va aparèixer en la sèrie de la BBC Mistresses. També ha posat la veu a la Nariko, protagonista del videojoc per la PS3 Heavenly Sword.
A Fringe, Torv interpreta a la Olivia Dunham, una agent de l'FBI. En va filmar la segona Temporada a Vancouver, Colúmbia Britànica. Va aparèixer com a Virginia Grey en la minisèrie The Pacific de la cadena HBO. També va guanyar el Premi Saturn del 2009 per a la Millor actriu de Televisió.
El desembre de 2008 Torv es va casar amb Mark Valley, el seu company a Fringe, del qual es va divorciar a principis de 2010.

## Trajectòria
| Any       | Pel·lícula/Sèrie       | Paper                     | Notes                |
| --------- | ---------------------- | ------------------------- | -------------------- |
| 2002      | White Collar Blue      | Veïna                     | Sèrie de TV          |
| 2002      | Young Lions            | Irena Nedov               | Sèrie de TV          |
| 2003      | Travelling Light       | Debra Fowler              | Pel·lícula           |
| 2004      | Les germanes McLeod    | Jasmine McLeod            | Sèrie de TV          |
| 2004–2005 | The Secret Life of Us  | Nikki Martel              | Sèrie de TV          |
| 2006      | The Book of Revelation | Bridget/Gertrude          | Pel·lícula           |
| 2007      | Heavenly Sword         | Nariko                    | Videojoc             |
| 2007      | Frankenstein           | Infermera ITU             | Pel·lícula           |
| 2007      | Mistresses             | Alex                      | Sèrie de TV          |
| 2008–2013 | Fringe                 | Olivia Dunham             | Sèrie de TV          |
| 2010      | The Pacific            | Virginia Grey             | minisèrie            |
| 2011      | CollegeHumor Originals | Officer Alia              | Sèrie web (1 cap.)   |
| 2013      | Open                   | Windsor                   | Pilot de sèrie de TV |
| 2014      | Heavenly Sword         | Nariko (veu)              | Pel·lícula           |
| 2014      | Love Is Now            | Virginia Grey             | Pel·lícula           |
| 2015      | Deadline Gallipoli     | Lady Gwendoline Churchill | Sèrie de TV          |
| 2015      | The Daughter           | Anna                      | Pel·lícula           |
| 2016      | Secret City            | Harriet Dunkley           | Sèrie de TV          |
| 2017      | Stephanie              | Jane                      | Pel·lícula           |
| 2017      | Mindhunter             | Wendy Carr                | Sèrie de TV          |

## Premis i nominacions importants
- 2008: Nominada al Premi Saturn a la millor actriu de televisió pel seu paper a Fringe.
- 2009: Guanya el Premi Saturn a la millor actriu de televisió pel seu paper a Fringe.